# Llista de topònims de Banyoles
Llista de topònims (noms propis de lloc) del municipi de Banyoles, al Pla de l'Estany
Informació actualitzada per un bot. Els canvis manuals es perdran quan s'actualitzi!

## cabana
| imatge | Nom                       | Ubicat a | instància de | Detalls                                                                           | coordenades                                                                                   | Protecció                                  | Commons (més fotos)      | Dades a WD                    |
| ------ | ------------------------- | -------- | ------------ | --------------------------------------------------------------------------------- | --------------------------------------------------------------------------------------------- | ------------------------------------------ | ------------------------ | ----------------------------- |
|        | Pesquera Marimon          | Banyoles | cabana       |                                                                                   | 42° 07′ 01″ N, 2° 45′ 15″ E / 42.1170363056065°N,2.75417863088172°E                           |                                            | Pesquera Marimon         | Modifica les dades a Wikidata |
|        | Pesquera d'en Costa       | Banyoles | cabana       |                                                                                   | 42° 07′ 34″ N, 2° 45′ 26″ E / 42.1261483123618°N,2.75721646202292°E                           |                                            |                          | Modifica les dades a Wikidata |
|        | Pesquera d'en Dilmer      | Banyoles | cabana       |                                                                                   | 42° 07′ 36″ N, 2° 45′ 28″ E / 42.1267800889346°N,2.75784318525369°E                           |                                            |                          | Modifica les dades a Wikidata |
|        | Pesquera d'en Malagelada  | Banyoles | cabana       | Arquitecte: Jeroni Moner i Codina Josep Riera i Micaló Joaquim Figa i Mataró 1990 | 42° 07′ 00″ N, 2° 45′ 09″ E / 42.116624°N,2.752598°E ca:Pg. Darder, pesquera núm. 16 173 msnm | bé integrant del patrimoni cultural català | Pesquera d'en Malagelada | Modifica les dades a Wikidata |
|        | Pesquera d'en Matas       | Banyoles | cabana       |                                                                                   | 42° 07′ 00″ N, 2° 45′ 04″ E / 42.1168043647391°N,2.75103434335756°E                           |                                            | Pesquera d'en Mata       | Modifica les dades a Wikidata |
|        | Pesquera de Ca l'Alsius   | Banyoles | cabana       |                                                                                   | 42° 07′ 46″ N, 2° 45′ 38″ E / 42.1293704326908°N,2.76045885737223°E                           |                                            |                          | Modifica les dades a Wikidata |
|        | Pesquera de Can Gimferrer | Banyoles | cabana       |                                                                                   | 42° 07′ 32″ N, 2° 45′ 26″ E / 42.1256796985044°N,2.7570851671873°E                            |                                            |                          | Modifica les dades a Wikidata |
|        | Pesquera de Can Tor       | Banyoles | cabana       |                                                                                   | 42° 07′ 40″ N, 2° 45′ 37″ E / 42.1277040996354°N,2.7603925415319°E                            |                                            |                          | Modifica les dades a Wikidata |
|        | Pesquera de Coromines     | Banyoles | cabana       |                                                                                   | 42° 07′ 39″ N, 2° 45′ 30″ E / 42.1276009707001°N,2.75845710365855°E                           |                                            |                          | Modifica les dades a Wikidata |
|        | Pesquera de l'Ametller    | Banyoles | cabana       |                                                                                   | 42° 07′ 32″ N, 2° 45′ 26″ E / 42.1254277756739°N,2.7572071145819°E                            |                                            |                          | Modifica les dades a Wikidata |

## carrer
| imatge | Nom                       | Ubicat a | instància de | Detalls                                  | coordenades                                                                 | Protecció                                  | Commons (més fotos)                  | Dades a WD                    |
| ------ | ------------------------- | -------- | ------------ | ---------------------------------------- | --------------------------------------------------------------------------- | ------------------------------------------ | ------------------------------------ | ----------------------------- |
|        | carrer Nou                | Banyoles | carrer       | Estil: arquitectura popular 13rd century | 42° 07′ 12″ N, 2° 46′ 04″ E / 42.119878°N,2.767796°E ca:Carrer Nou 168 msnm | bé integrant del patrimoni cultural català | Carrer Nou (Banyoles)                | Modifica les dades a Wikidata |
|        | carrer de les Escribanies | Banyoles | carrer       | Estil: arquitectura popular              | 42° 07′ 08″ N, 2° 46′ 03″ E / 42.11893°N,2.76755°E                          | bé integrant del patrimoni cultural català | Carrer de les Escribanies (Banyoles) | Modifica les dades a Wikidata |

## casa
| imatge | Nom                                           | Ubicat a | instància de | Detalls                                        | coordenades                                                                                                   | Protecció                                  | Commons (més fotos)                            | Dades a WD                    |
| ------ | --------------------------------------------- | -------- | ------------ | ---------------------------------------------- | --- | ------------------------------------------ | ---------------------------------------------- | ----------------------------- |
|        | Cal General                                   | Banyoles | casa         | Estil: arquitectura popular 17th century       | 42° 07′ 20″ N, 2° 45′ 41″ E / 42.12226°N,2.761452°E ca:Pg. Gaudí - camí d'Horta 174 msnm                      | bé cultural d'interès local                | Cal General (Banyoles)                         | Modifica les dades a Wikidata |
|        | Can Betlem                                    | Banyoles | casa         | Estil: noucentisme                             | 42° 06′ 57″ N, 2° 45′ 46″ E / 42.115725°N,2.76281°E                                                           | bé integrant del patrimoni cultural català | Can Betlem (Banyoles)                          | Modifica les dades a Wikidata |
|        | Can Gussinyé                                  | Banyoles | casa         | Estil: noucentisme 20th century                | 42° 06′ 59″ N, 2° 45′ 59″ E / 42.116408°N,2.766278°E ca:C. Alvárez de Castro - c. Coromina 164 msnm           | bé integrant del patrimoni cultural català | Can Gussinyé                                   | Modifica les dades a Wikidata |
|        | Can Masgrau de la Torre                       | Banyoles | casa         | Estil: academicisme                            | 42° 06′ 58″ N, 2° 45′ 43″ E / 42.11602°N,2.761984°E                                                           | bé integrant del patrimoni cultural català |                                                | Modifica les dades a Wikidata |
|        | Can Pepis                                     | Banyoles | casa         | Estil: historicisme arquitectònic 19th century | 42° 06′ 57″ N, 2° 46′ 00″ E / 42.115967°N,2.766613°E ca:Av. Països Catalans, 84 163 msnm                      | bé integrant del patrimoni cultural català | Can Pepis                                      | Modifica les dades a Wikidata |
|        | Can Rodeja i Can Racó                         | Banyoles | casa         | Estil: arquitectura popular                    | 42° 07′ 10″ N, 2° 46′ 07″ E / 42.119565°N,2.768675°E                                                          | bé integrant del patrimoni cultural català | Can Rodeja i Can Racó (Banyoles)               | Modifica les dades a Wikidata |
|        | Casa Mirambell                                | Banyoles | casa         | Estil: arquitectura gòtica                     | 42° 07′ 08″ N, 2° 46′ 00″ E / 42.118836°N,2.766681°E                                                          | bé integrant del patrimoni cultural català | Casa Mirambell (Banyoles)                      | Modifica les dades a Wikidata |
|        | Casa Vilanova-Cullell                         | Banyoles | casa         | 1970                                           | 42° 06′ 48″ N, 2° 45′ 54″ E / 42.113291°N,2.765105°E ca:Pg. Mossèn Constans, 217 168 msnm                     | bé integrant del patrimoni cultural català | Casa Vilanova-Cullell                          | Modifica les dades a Wikidata |
|        | Casa de Renda                                 | Banyoles | casa         | Estil: arquitectura eclèctica 20th century     | 42° 07′ 01″ N, 2° 45′ 52″ E / 42.11703°N,2.764522°E ca:Pg. de la Indústria - c. Alvarez de Castro 170 msnm    | bé integrant del patrimoni cultural català | Casa de Renda (Banyoles)                       | Modifica les dades a Wikidata |
|        | Illa de cases núm. 10 de la Vil·la Olímpica   | Banyoles | casa         | 1990                                           | 42° 07′ 26″ N, 2° 45′ 36″ E / 42.123829°N,2.76011°E ca:C. Lluís Companys, 23-27                               | bé integrant del patrimoni cultural català | Illa de cases núm. 10 de la Vil·la Olímpica    | Modifica les dades a Wikidata |
|        | casa a la plaça Major, 4                      | Banyoles | casa         | Estil: arquitectura gòtica                     | 42° 07′ 06″ N, 2° 45′ 56″ E / 42.118374°N,2.765491°E                                                          | bé integrant del patrimoni cultural català | Casa tradicional de la plaça Major de Banyoles | Modifica les dades a Wikidata |
|        | casa a la plaça del Teatre                    | Banyoles | casa         | Estil: arquitectura popular 14th century       | 42° 07′ 10″ N, 2° 46′ 05″ E / 42.11942°N,2.768137°E ca:Pl. del Teatre 166 msnm                                | bé integrant del patrimoni cultural català | Casa a la plaça del Teatre (Banyoles)          | Modifica les dades a Wikidata |
|        | cases a la plaça Perpinyà, 21-23              | Banyoles | casa         | Estil: arquitectura popular                    | 42° 07′ 01″ N, 2° 45′ 58″ E / 42.116944444444°N,2.7661111111111°E ca:plaça Perpinyà, 21-23                    | bé integrant del patrimoni cultural català | Cases a la Plaça Perpinyà, 21-23, (Banyoles)   | Modifica les dades a Wikidata |
|        | cases del carrer de la Paraireria             | Banyoles | casa         | Estil: arquitectura popular 14th century       | 42° 07′ 09″ N, 2° 46′ 01″ E / 42.119102°N,2.766995°E ca:Carrer de la Paraireria 167 msnm                      | bé integrant del patrimoni cultural català | Cases del carrer de la Paraireria              | Modifica les dades a Wikidata |
|        | cases urbanes tradicionals al carrer Ametller | Banyoles | casa         | Estil: arquitectura popular                    | 42° 07′ 09″ N, 2° 46′ 10″ E / 42.119166666667°N,2.7694444444444°E ca:Carrer Ametller, 32, 34, 38, 40, 42 i 44 | bé integrant del patrimoni cultural català | Cases urbanes tradicionals al carrer Ametller  | Modifica les dades a Wikidata |

## edifici
| imatge | Nom                                            | Ubicat a | instància de           | Detalls                                  | coordenades                                                                                      | Protecció                                            | Commons (més fotos)        | Dades a WD                    |
| ------ | ---------------------------------------------- | -------- | ---------------------- | ---------------------------------------- | ------------------------------------------------------------------------------------------------ | ---------------------------------------------------- | -------------------------- | ----------------------------- |
|        | Llotja del Tint (Tint Prat o Tint de Banyoles) | Banyoles | edifici                | Estil: arquitectura gòtica               | 42° 07′ 05″ N, 2° 46′ 00″ E / 42.11818333°N,2.76658056°E                                         | bé integrant del patrimoni cultural català           | Llotja del Tint (Banyoles) | Modifica les dades a Wikidata |
|        | Pia Almoina de Banyoles                        | Banyoles | edifici                |                                          | 42° 07′ 07″ N, 2° 46′ 01″ E / 42.1186°N,2.76694°E                                                | bé d'interès cultural bé cultural d'interès nacional | Pia Almoina de Banyoles    | Modifica les dades a Wikidata |
|        | edifici del museu Darder                       | Banyoles | edifici                | 1890                                     | 42° 07′ 16″ N, 2° 45′ 40″ E / 42.121111111111°N,2.7611111111111°E ca:plaça dels Estudis número 2 | bé cultural d'interès local                          | Museu Darder               | Modifica les dades a Wikidata |
|        | el Convent Vell                                | Banyoles | edifici                |                                          | 42° 07′ 54″ N, 2° 45′ 50″ E / 42.1316379333062°N,2.76377772703544°E                              |                                                      |                            | Modifica les dades a Wikidata |
|        | els Banys Vells                                | Banyoles | edifici                | 1995                                     | 42° 07′ 16″ N, 2° 45′ 29″ E / 42.121152°N,2.758168°E ca:Pg. de Lluís Maria Vidal, 25 174 msnm    | bé integrant del patrimoni cultural català           | Els Banys Vells            | Modifica les dades a Wikidata |
|        | pesqueres de Banyoles                          | Banyoles | edifici jardí històric | Estil: arquitectura popular              | 42° 07′ 11″ N, 2° 45′ 27″ E / 42.119767°N,2.757423°E                                             | bé d'interès cultural bé cultural d'interès nacional | Pesqueres de Banyoles      | Modifica les dades a Wikidata |
|        | voltes dels Turers                             | Banyoles | edifici                | Estil: arquitectura popular 18th century | 42° 07′ 04″ N, 2° 45′ 49″ E / 42.117834°N,2.763709°E ca:Pl. dels Turers 175 msnm                 | bé integrant del patrimoni cultural català           | Voltes dels Turers         | Modifica les dades a Wikidata |

## entitat singular de població
| imatge | Nom                | Ubicat a | instància de                                                                   | Detalls                            | coordenades                                                                  | Protecció                   | Commons (més fotos) | Dades a WD                    |
| ------ | ------------------ | -------- | ------------------------------------------------------------------------------ | ---------------------------------- | ---------------------------------------------------------------------------- | --------------------------- | ------------------- | ----------------------------- |
|        | Banyoles           | Banyoles | entitat singular de població ens local històric de Catalunya capital municipal | 20555 hab                          | 42° 07′ 00″ N, 2° 46′ 00″ E / 42.11667°N,2.76667°E 165 msnm                  |                             |                     | Modifica les dades a Wikidata |
|        | Lió                | Banyoles | entitat singular de població                                                   | 29 hab                             | 42° 08′ 13″ N, 2° 45′ 27″ E / 42.137059°N,2.757504°E 180 msnm                |                             |                     | Modifica les dades a Wikidata |
|        | Mas Riera          | Banyoles | entitat singular de població                                                   | 14 hab                             | 42° 06′ 48″ N, 2° 46′ 48″ E / 42.11341°N,2.779959°E 135 msnm                 |                             |                     | Modifica les dades a Wikidata |
|        | Puigpalter de Baix | Banyoles | entitat singular de població                                                   | Estil: arquitectura popular 13 hab | 42° 07′ 16″ N, 2° 47′ 48″ E / 42.12106°N,2.79655°E 168 msnm                  | bé cultural d'interès local | Puigpalter de Baix  | Modifica les dades a Wikidata |
|        | Puigpalter de Dalt | Banyoles | entitat singular de població                                                   | Estil: arquitectura popular 19 hab | 42° 07′ 18″ N, 2° 47′ 25″ E / 42.1217284493708°N,2.79036920889542°E 180 msnm | bé cultural d'interès local | Puigpalter de Dalt  | Modifica les dades a Wikidata |
|        | el Mas Usall       | Banyoles | entitat singular de població                                                   | Estil: arquitectura popular 26 hab | 42° 08′ 04″ N, 2° 46′ 19″ E / 42.1344°N,2.77194°E 230 msnm                   | bé cultural d'interès local |                     | Modifica les dades a Wikidata |
|        | els Pins           | Banyoles | entitat singular de població                                                   | 51 hab                             | 42° 08′ 25″ N, 2° 45′ 40″ E / 42.140407°N,2.761219°E 211 msnm                |                             |                     | Modifica les dades a Wikidata |

## església
| imatge | Nom                                      | Ubicat a | instància de      | Detalls                                                                  | coordenades                                                                                             | Protecció                                            | Commons (més fotos)                           | Dades a WD                    |
| ------ | ---------------------------------------- | -------- | ----------------- | ------------------------------------------------------------------------ | --- | ---------------------------------------------------- | --------------------------------------------- | ----------------------------- |
|        | Sagrada Família de les Rodes de Banyoles | Banyoles | església          |                                                                          | 42° 07′ 06″ N, 2° 45′ 40″ E / 42.1182978°N,2.7610566°E                                                  |                                                      | Sagrada Família de les Rodes de Banyoles      | Modifica les dades a Wikidata |
|        | Sant Jaume de Puigpalter                 | Banyoles | església          | Estil: arquitectura romànica                                             | 42° 07′ 16″ N, 2° 47′ 46″ E / 42.121148°N,2.796058°E 168 msnm                                           | bé integrant del patrimoni cultural català           | Sant Jaume de Puigpalter                      | Modifica les dades a Wikidata |
|        | Sant Pere de Banyoles                    | Banyoles | església          |                                                                          | |                                                      |                                               | Modifica les dades a Wikidata |
|        | Sant Pere de Guèmol                      | Banyoles | església          | Estil: arquitectura romànica Estat: enderrocat o destruït                | 42° 06′ 44″ N, 2° 45′ 50″ E / 42.112197°N,2.76402°E ca:nucli de Guèmol, Banyoles 174 msnm               |                                                      |                                               | Modifica les dades a Wikidata |
|        | Santa Maria dels Turers                  | Banyoles | església          |                                                                          | 42° 07′ 10″ N, 2° 46′ 00″ E / 42.1194°N,2.76675°E                                                       | bé cultural d'interès local                          | Església de Santa Maria dels Turers, Banyoles | Modifica les dades a Wikidata |
|        | església de la Providència de Banyoles   | Banyoles | església          |                                                                          | 42° 07′ 07″ N, 2° 46′ 08″ E / 42.1186429721418°N,2.76887053351874°E ca:C. de la Muralla, 44-48 165 msnm |                                                      | Església de la Providència de Banyoles        | Modifica les dades a Wikidata |
|        | església del Carme de Banyoles           | Banyoles | església          | Estil: neoclassicisme                                                    | 42° 07′ 02″ N, 2° 45′ 49″ E / 42.117167°N,2.763534°E                                                    | bé integrant del patrimoni cultural català           | Església del Carme de Banyoles                | Modifica les dades a Wikidata |
|        | església del Remei de Guèmol             | Banyoles | església          | Estil: arquitectura barroca 18th century                                 | 42° 06′ 44″ N, 2° 45′ 50″ E / 42.112197°N,2.76402°E ca:nucli de Guèmol, Banyoles 174 msnm               | bé cultural d'interès local                          | Església del Remei de Guèmol                  | Modifica les dades a Wikidata |
|        | monestir de Sant Esteve de Banyoles      | Banyoles | església monestir | Estil: arquitectura neoclàssica arquitectura barroca arquitectura gòtica | 42° 07′ 14″ N, 2° 46′ 10″ E / 42.1206°N,2.76944°E                                                       | bé d'interès cultural bé cultural d'interès nacional | Monestir de Sant Esteve de Banyoles           | Modifica les dades a Wikidata |

## jaciment arqueològic
| imatge | Nom      | Ubicat a           | instància de         | Detalls | coordenades                                                            | Protecció                                  | Commons (més fotos) | Dades a WD                    |
| ------ | -------- | ------------------ | -------------------- | ------- | ---------------------------------------------------------------------- | ------------------------------------------ | ------------------- | ----------------------------- |
|        | Llac 1   | Banyoles Porqueres | jaciment arqueològic |         | 42° 08′ 21″ N, 2° 45′ 12″ E / 42.1392222222°N,2.75338888889°E 185 msnm | bé integrant del patrimoni cultural català |                     | Modifica les dades a Wikidata |
|        | la Draga | Banyoles           | jaciment arqueològic |         | 42° 07′ 36″ N, 2° 45′ 31″ E / 42.126556°N,2.758684°E 173 msnm          | bé cultural d'interès nacional             | La Draga            | Modifica les dades a Wikidata |

## llac
| imatge | Nom                   | Ubicat a           | instància de                                                                                | Detalls                                                                                              | coordenades                                                                | Protecció                          | Commons (més fotos)   | Dades a WD                    |
| ------ | --------------------- | ------------------ | ------------------------------------------------------------------------------------------- | --- | -------------------------------------------------------------------------- | ---------------------------------- | --------------------- | ----------------------------- |
|        | Estanyol de la Cendra | Banyoles           | llac                                                                                        | | 42° 06′ 47″ N, 2° 45′ 03″ E / 42.112955°N,2.750909°E                       |                                    | Estanyol de la Cendra | Modifica les dades a Wikidata |
|        | estany de Banyoles    | Banyoles Porqueres | llac àrea protegida Pla d'Espais d'Interès Natural Ús: rem piragüisme passeig banys públics | Llarg: 2.1km Ample: 0.75km Perímetre: 9.125km Superfície: 113.7ha Profunditat: 47m Volum: 16120000m³ | 42° 07′ 31″ N, 2° 45′ 19″ E / 42.125277777778°N,2.7552777777778°E 172 msnm | Espai Ramsar bé d'interès cultural | Estany de Banyoles    | Modifica les dades a Wikidata |
|        | estanyol del Vilar    | Banyoles           | llac                                                                                        | Llarg: 168m Ample: 98m Superfície: 1.24ha Profunditat: 9m                                            | 42° 07′ 06″ N, 2° 44′ 51″ E / 42.118315°N,2.747531°E 174 msnm              |                                    | Estanyol del Vilar    | Modifica les dades a Wikidata |

## masia
| imatge | Nom                      | Ubicat a           | instància de     | Detalls                                  | coordenades                                                                                   | Protecció                                            | Commons (més fotos)      | Dades a WD                    |
| ------ | ------------------------ | ------------------ | ---------------- | ---------------------------------------- | --------------------------------------------------------------------------------------------- | ---------------------------------------------------- | ------------------------ | ----------------------------- |
|        | Ca l'Ameller             | Banyoles           | masia            | Estil: arquitectura popular              | 42° 07′ 06″ N, 2° 46′ 09″ E / 42.11828°N,2.76925°E                                            | bé cultural d'interès local                          | Ca l'Ameller (Banyoles)  | Modifica les dades a Wikidata |
|        | Ca l'Artit               | Banyoles           | masia            |                                          | 42° 06′ 39″ N, 2° 44′ 55″ E / 42.1107017030665°N,2.74861489445683°E                           |                                                      |                          | Modifica les dades a Wikidata |
|        | Can Canadell             | Banyoles           | masia            |                                          | 42° 07′ 34″ N, 2° 45′ 56″ E / 42.1262196855406°N,2.76555216142038°E                           |                                                      |                          | Modifica les dades a Wikidata |
|        | Can Carboner             | Banyoles           | masia            |                                          | 42° 07′ 13″ N, 2° 47′ 37″ E / 42.1203291948707°N,2.79354337517215°E                           |                                                      |                          | Modifica les dades a Wikidata |
|        | Can Cigola               | Banyoles           | masia            |                                          | 42° 07′ 30″ N, 2° 46′ 59″ E / 42.1251192670759°N,2.78303847126712°E                           |                                                      |                          | Modifica les dades a Wikidata |
|        | Can Cosme                | Banyoles           | masia            |                                          | 42° 07′ 47″ N, 2° 46′ 27″ E / 42.1297041871079°N,2.77403303311163°E                           |                                                      |                          | Modifica les dades a Wikidata |
|        | Can Cotna de Baix        | Banyoles           | masia            |                                          | 42° 08′ 14″ N, 2° 45′ 25″ E / 42.1371534929666°N,2.75688401329703°E                           |                                                      |                          | Modifica les dades a Wikidata |
|        | Can Dilmer               | Banyoles           | masia            |                                          | 42° 08′ 29″ N, 2° 45′ 32″ E / 42.141300610174°N,2.75885279932922°E                            |                                                      |                          | Modifica les dades a Wikidata |
|        | Can Ferriol              | Banyoles           | masia            |                                          | 42° 06′ 22″ N, 2° 46′ 21″ E / 42.106239066853°N,2.77238681695148°E                            |                                                      |                          | Modifica les dades a Wikidata |
|        | Can Grangers             | Banyoles           | masia            |                                          | 42° 07′ 54″ N, 2° 46′ 11″ E / 42.1316858899767°N,2.76964590027822°E                           |                                                      |                          | Modifica les dades a Wikidata |
|        | Can Maret                | Banyoles           | masia            | Estil: arquitectura popular              | 42° 07′ 16″ N, 2° 47′ 48″ E / 42.121117°N,2.796542°E                                          | bé integrant del patrimoni cultural català           |                          | Modifica les dades a Wikidata |
|        | Can Martí                | Banyoles           | masia            |                                          | 42° 07′ 24″ N, 2° 47′ 11″ E / 42.1232160607698°N,2.78632354518143°E                           |                                                      |                          | Modifica les dades a Wikidata |
|        | Can Mas                  | Banyoles           | masia            |                                          | 42° 07′ 31″ N, 2° 46′ 28″ E / 42.1251928628928°N,2.77449670802082°E                           |                                                      |                          | Modifica les dades a Wikidata |
|        | Can Parades              | Banyoles           | masia            |                                          | 42° 06′ 42″ N, 2° 47′ 03″ E / 42.111539438578°N,2.78406455346772°E                            |                                                      |                          | Modifica les dades a Wikidata |
|        | Can Prat                 | Banyoles           | masia            |                                          | 42° 07′ 09″ N, 2° 47′ 55″ E / 42.1191853807484°N,2.79861586419841°E                           |                                                      |                          | Modifica les dades a Wikidata |
|        | Can Puig de la Bellacasa | Banyoles           | masia casa forta | Estil: arquitectura popular 13rd century | 42° 07′ 22″ N, 2° 46′ 46″ E / 42.122777777778°N,2.7794444444444°E ca:Catalunya, 48            | bé d'interès cultural bé cultural d'interès nacional | Can Puig de la Bellacasa | Modifica les dades a Wikidata |
|        | Can Quelet               | Banyoles           | masia            |                                          | 42° 08′ 28″ N, 2° 47′ 08″ E / 42.1409932203002°N,2.78547719085213°E                           |                                                      |                          | Modifica les dades a Wikidata |
|        | Can Quim                 | Banyoles           | masia            | Estil: arquitectura popular              | 42° 07′ 15″ N, 2° 47′ 46″ E / 42.120959°N,2.796125°E                                          | bé integrant del patrimoni cultural català           |                          | Modifica les dades a Wikidata |
|        | Can Quim del Rec         | Banyoles           | masia            |                                          | 42° 07′ 15″ N, 2° 45′ 45″ E / 42.1208185845854°N,2.76252347118158°E                           |                                                      |                          | Modifica les dades a Wikidata |
|        | Can Rega                 | Banyoles           | masia            |                                          | 42° 07′ 49″ N, 2° 46′ 25″ E / 42.1303788556774°N,2.77361925407057°E                           |                                                      |                          | Modifica les dades a Wikidata |
|        | Can Riga                 | Banyoles           | masia            |                                          | 42° 08′ 03″ N, 2° 46′ 07″ E / 42.1341154469332°N,2.76856018262701°E                           |                                                      |                          | Modifica les dades a Wikidata |
|        | Can Sabata               | Banyoles           | masia            |                                          | 42° 07′ 17″ N, 2° 47′ 47″ E / 42.1214689118876°N,2.79628586503925°E                           |                                                      |                          | Modifica les dades a Wikidata |
|        | Can Selvatà              | Banyoles           | masia            |                                          | 42° 06′ 53″ N, 2° 47′ 55″ E / 42.114817114673°N,2.7985450184523°E                             |                                                      |                          | Modifica les dades a Wikidata |
|        | Can Teixidor             | Banyoles           | masia            |                                          | 42° 07′ 01″ N, 2° 47′ 51″ E / 42.1169496577845°N,2.79741325348287°E                           |                                                      |                          | Modifica les dades a Wikidata |
|        | Can Tumen                | Banyoles           | masia            |                                          | 42° 08′ 12″ N, 2° 46′ 15″ E / 42.1366956931049°N,2.7707531057978°E                            |                                                      |                          | Modifica les dades a Wikidata |
|        | Can Xargai               | Banyoles           | masia            |                                          | 42° 07′ 55″ N, 2° 46′ 31″ E / 42.1319670968061°N,2.77519866554529°E                           |                                                      |                          | Modifica les dades a Wikidata |
|        | Mas Arbeix               | Banyoles           | masia            |                                          | 42° 08′ 02″ N, 2° 45′ 41″ E / 42.1338036145201°N,2.76142226092831°E                           |                                                      |                          | Modifica les dades a Wikidata |
|        | Mas Argelaguer           | Banyoles           | masia            |                                          | 42° 07′ 24″ N, 2° 47′ 56″ E / 42.1233289072713°N,2.79892939206767°E                           |                                                      |                          | Modifica les dades a Wikidata |
|        | Mas Brió                 | Banyoles           | masia            |                                          | 42° 07′ 46″ N, 2° 46′ 19″ E / 42.129447939041°N,2.77197706822892°E                            |                                                      |                          | Modifica les dades a Wikidata |
|        | Mas Fam                  | Banyoles           | masia            |                                          | 42° 08′ 17″ N, 2° 45′ 59″ E / 42.1380017639355°N,2.76635576988763°E                           |                                                      |                          | Modifica les dades a Wikidata |
|        | Mas Palau                | Banyoles           | masia            |                                          | 42° 07′ 28″ N, 2° 45′ 56″ E / 42.1245536260952°N,2.76561879569974°E                           |                                                      |                          | Modifica les dades a Wikidata |
|        | Mas Riera                | Banyoles           | masia            |                                          | 42° 06′ 45″ N, 2° 46′ 47″ E / 42.1123867024375°N,2.7796708210685°E                            |                                                      |                          | Modifica les dades a Wikidata |
|        | Mas Tassi                | Puigpalter de Dalt | masia casa forta | Estil: arquitectura popular              | 42° 07′ 17″ N, 2° 47′ 24″ E / 42.121526°N,2.790117°E 176 msnm                                 | bé d'interès cultural bé cultural d'interès nacional | Mas Tassi                | Modifica les dades a Wikidata |
|        | can Cisó de Guèmol       | Banyoles Guèmol    | masia            | Estil: arquitectura popular              | 42° 06′ 47″ N, 2° 45′ 51″ E / 42.112927°N,2.764211°E ca:Carrer de can Cisó, Banyoles 170 msnm | bé cultural d'interès local                          | Can Cisó de Guèmol       | Modifica les dades a Wikidata |
|        | el Mas                   | Banyoles           | masia            |                                          | 42° 06′ 57″ N, 2° 47′ 16″ E / 42.1157703581335°N,2.78775177170613°E                           |                                                      |                          | Modifica les dades a Wikidata |

## muntanya
| imatge | Nom                   | Ubicat a | instància de | Detalls | coordenades                                                     | Protecció | Commons (més fotos)   | Dades a WD                    |
| ------ | --------------------- | -------- | ------------ | ------- | --------------------------------------------------------------- | --------- | --------------------- | ----------------------------- |
|        | Puig de Guèmol        | Banyoles | muntanya     |         | 42° 06′ 53″ N, 2° 45′ 31″ E / 42.114775°N,2.75869722°E 207 msnm |           |                       | Modifica les dades a Wikidata |
|        | Puig de Miànigues     | Banyoles | muntanya     |         | 42° 06′ 38″ N, 2° 45′ 35″ E / 42.1105°N,2.75984°E 203.3 msnm    |           |                       | Modifica les dades a Wikidata |
|        | puig de Sant Martirià | Banyoles | muntanya     |         | 42° 07′ 55″ N, 2° 45′ 48″ E / 42.131876°N,2.763326°E 242 msnm   |           | Puig de Sant Martirià | Modifica les dades a Wikidata |

## plaça
| imatge | Nom                     | Ubicat a | instància de | Detalls                                                                  | coordenades                                                 | Protecció                                            | Commons (més fotos)           | Dades a WD                    |
| ------ | ----------------------- | -------- | ------------ | ------------------------------------------------------------------------ | ----------------------------------------------------------- | ---------------------------------------------------- | ----------------------------- | ----------------------------- |
|        | Placeta de la Font      | Banyoles | plaça        | Estil: arquitectura popular                                              | 42° 07′ 08″ N, 2° 46′ 01″ E / 42.11889°N,2.76689°E          | bé integrant del patrimoni cultural català           | Placeta de la Font (Banyoles) | Modifica les dades a Wikidata |
|        | Plaça Major de Banyoles | Banyoles | plaça        | Estil: arquitectura gòtica arquitectura neoclàssica arquitectura popular | 42° 07′ 05″ N, 2° 45′ 55″ E / 42.11807°N,2.76538°E 169 msnm | bé d'interès cultural bé cultural d'interès nacional | Plaça Major de Banyoles       | Modifica les dades a Wikidata |

## Misc
| imatge | Nom                                     | Ubicat a                                                  | instància de                                   | Detalls                                                   | coordenades | Protecció                                  | Commons (més fotos)                    | Dades a WD                    |
| ------ | --------------------------------------- | --------------------------------------------------------- | ---------------------------------------------- | --------------------------------------------------------- | --- | ------------------------------------------ | -------------------------------------- | ----------------------------- |
|        | Balneari de la Font Pudosa              | Banyoles                                                  | balneari                                       | Estil: arquitectura eclèctica 1862                        | 42° 06′ 41″ N, 2° 45′ 11″ E / 42.1114°N,2.75306°E 175 msnm                                                        | bé cultural d'interès local                | Balneari de la Puda                    | Modifica les dades a Wikidata |
|        | Casa de la Vila de Banyoles             | Banyoles                                                  | casa consistorial                              | Estil: noucentisme                                        | 42° 06′ 59″ N, 2° 45′ 50″ E / 42.116425°N,2.763769°E                                                              | bé integrant del patrimoni cultural català | Casa de la Vila de Banyoles            | Modifica les dades a Wikidata |
|        | Cementiri Municipal de Banyoles         | Banyoles                                                  | cementiri                                      | Estil: arquitectura modernista                            | 42° 07′ 43″ N, 2° 45′ 53″ E / 42.128611°N,2.764722°E ca:Carretera GEP-5121 202 msnm                               | bé integrant del patrimoni cultural català | Cementiri de Banyoles                  | Modifica les dades a Wikidata |
|        | Farga d'Aram de Bernich                 | Banyoles                                                  | edifici industrial                             | Estil: arquitectura popular 16th century                  | 42° 06′ 53″ N, 2° 46′ 36″ E / 42.114784°N,2.776585°E ca:Davant zona industrial 141 msnm                           | bé cultural d'interès local                | Farga d'Aram de Bernich                | Modifica les dades a Wikidata |
|        | Guèmol                                  | Banyoles                                                  | ens local històric de Catalunya barri          |                                                           | 42° 06′ 45″ N, 2° 45′ 49″ E / 42.1124662°N,2.7635565°E                                                            |                                            |                                        | Modifica les dades a Wikidata |
|        | Monument als donants de sang a Banyoles | Banyoles                                                  | monument                                       | 1999-05-01 Ample: 1m Alt: 1m Anomenat per: donant de sang | 42° 07′ 26″ N, 2° 45′ 47″ E / 42.1239°N,2.7631°E                                                                  |                                            |                                        | Modifica les dades a Wikidata |
|        | Muralla de Banyoles                     | Banyoles                                                  | muralla urbana                                 | Estil: gòtic flamíger                                     | 42° 07′ 06″ N, 2° 46′ 02″ E / 42.118337°N,2.767143°E                                                              | bé cultural d'interès nacional             | Muralla de Banyoles                    | Modifica les dades a Wikidata |
|        | Museu Arqueològic Comarcal de Banyoles  | Banyoles                                                  | museu arqueològic                              | 1933                                                      | 42° 07′ 08″ N, 2° 46′ 01″ E / 42.118942°N,2.766989°E ca:Placeta de la Font, 17820 Banyoles, Girona                |                                            | Museu Arqueològic Comarcal de Banyoles | Modifica les dades a Wikidata |
|        | Polígon industrial La Farga             | Banyoles                                                  | polígon industrial                             |                                                           | 42° 07′ 09″ N, 2° 46′ 51″ E / 42.119143855135°N,2.78086924293971°E                                                |                                            |                                        | Modifica les dades a Wikidata |
|        | Quadroc                                 | Banyoles                                                  | indret entitat territorial de geografia humana | Anomenat per: quadrat                                     | |                                            |                                        | Modifica les dades a Wikidata |
|        | Terri                                   | Banyoles Porqueres Cornellà del Terri Sant Julià de Ramis | curs d'aigua                                   | Desemboca: Ter                                            | 42° 06′ 50″ N, 2° 46′ 48″ E / 42.113864°N,2.780137°E 42° 02′ 28″ N, 2° 51′ 46″ E / 42.041192°N,2.862761°E 62 msnm |                                            | Terri River                            | Modifica les dades a Wikidata |
|        | creu de terme de Can Teixidor           | Banyoles                                                  | creu de terme                                  | Estil: arquitectura gòtica 14th century                   | 42° 07′ 22″ N, 2° 45′ 55″ E / 42.122796°N,2.765274°E ca:Ronda Fortià - c. Creu de Terme 175 msnm                  | bé integrant del patrimoni cultural català | Creu de terme de Can Teixidor          | Modifica les dades a Wikidata |
|        | font Pudosa                             | Banyoles                                                  | font                                           |                                                           | 42° 06′ 39″ N, 2° 45′ 12″ E / 42.110715190194°N,2.7533311772331°E                                                 |                                            |                                        | Modifica les dades a Wikidata |